# Icod de los Vinos
Icod de los Vinos je město ležící na severozápadě kanárského ostrova Tenerife. Oblast Ycoden-Daute-Isora, kde město leží, je známá pro svá bílá vína. Po vybudování turistické infrastruktury na ostrově cestovní ruch ve městě a okolí značně vzrostl. Město je asi 20 km vzdálené od turistického centra Puerto de la Cruz.
K 1. lednu 2019 mělo město 23 254 obyvatel. Icod de los Vinos sousedí s municipalitami La Orotava, La Guancha a Garachico. Je součástí comarky Icod.

## Historie a památky přírodní i historické
Město patří k nejstarším na ostrově a bylo založeno španělskými kolonizátory už v roce 1501. Důkazem zámožnosti obyvatel jsou zachované paláce bohatých měšťanů a obchodníků, které byly postaveny v období mezi 17. a 18. stoletím. Typické pro ně jsou velké kamenné portály a zdobně vyřezávané balkony z kanárské pinie, jež roste v horských oblastech ostrova. Na kopečku v centru města se nachází radnice (španělsky: Ayuntamiento) se třemi malými zvony na malé zvoničce a velkým znakem města, s vyobrazením Guančů (původních obyvatel ostrova) a „dračím stromem“ na fasádě. Uličky v centru města jsou plné malých rodinných obchodů a kaváren, kde se podává typické cafe con leche (káva s mlékem) a americké donuts po španělském způsobu.

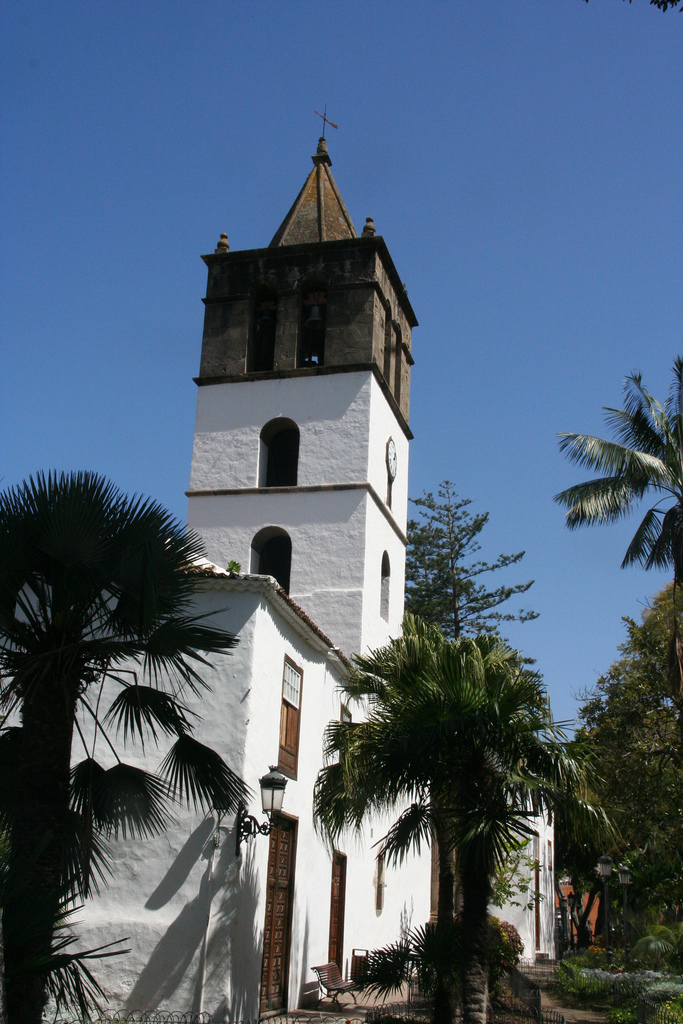
Kostel San Marcos

V samém centru se nachází starý park, kde je mnoho laviček, na kterých je možno si odpočinout. V čele parku stojí renesanční kostel sv. Marka (San Marcos). Za obdiv určitě stojí venkovní kamenný portál, vnitřek kostela je vyzdoben zajímavým oltářem vyrobeným z mexického stříbra. Kostel také zdobí četné sochy a obrazy Ježíše, Madony s jezulátkem a ostrovních svatých jako je sv. Carmen a další. Strop v kostele je zhotoven z kanárské pinie, pocházející také ze 16. století. V kostele bylo před krátkým časem otevřeno malé muzeum, kde jsou vystaveny starší a dnes už nepoužívané monstrance, kněžské taláry, roucha a kalichy. Hlavní dominantou kostela je dvoumetrový filigránový (z jemného stříbrného drátu složený) kříž z mexického stříbra, dovezený Španěly v 17. století na ostrov Tenerife z Kuby, kde byl zhotoven. Jeho autor vložil do kříže velkou dávku umělecké fantazie a zručnosti.
Stejně důležitý jako kostel je pro město jeho symbol. Jedná se o jednu z několika rostlin tohoto druhu, které ve městě a v jeho okolí (i jinde na ostrově) rostou. Je to drago milenario (drago je španělsky drak, milenario znamená tisíciletý), který v Icod de los Vinos podle vědeckých průzkumů roste „pouhých“ 600 let. Místní obyvatelé však tvrdí, že onen zobrazený dračinec dračí je starý nejméně 2000 let. Z botanického hlediska ovšem není správné tuto rostlinu považovat za strom, neboť se jedná o bylinu, která je možná nejstarší bylinou na světě. V tomto poddruhu roste tato rostlina jen na ostrovech Makaronésie. Její nejbližší příbuzní rostou na africkém pobřeží a na ostrově Sokotra u východoafrického pobřeží. Rostlina v Icod de los Vinos, kterou ovšem většina lidí za strom považuje, je vysoká 17 m.

## Nákupy

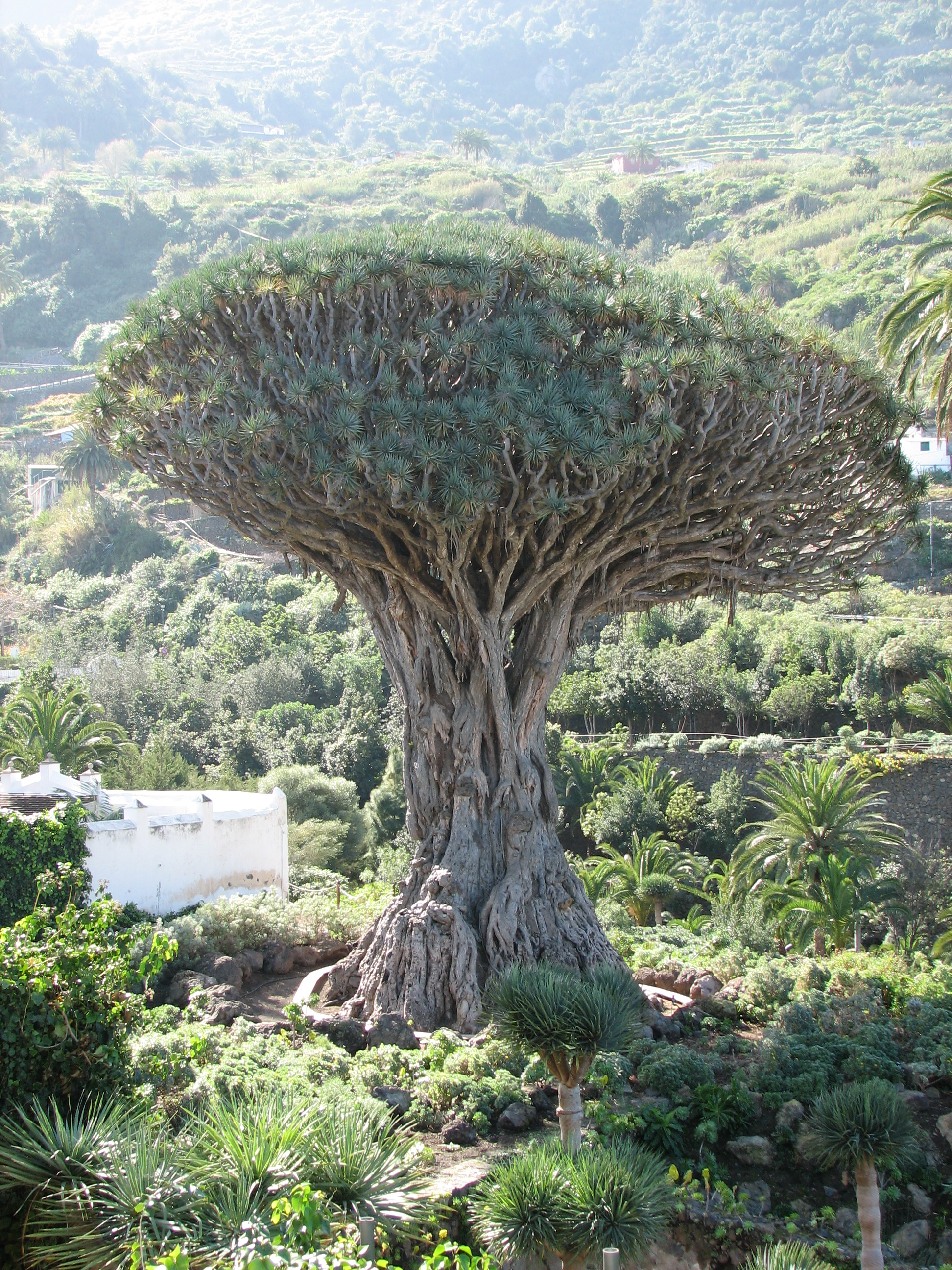
Pozoruhodný strom dračinec dračí poblíž Icod de los Vinos

V nejbližší blízkosti slavného „dračince“ se nachází obchod Casa de Drago, denně navštěvovaný mnoha turisty z ostatních výletních středisek, kde je k dostání typické kanárské zboží, avšak za vysoké ceny. Lepší je tedy nakoupit v centru města nebo na trhu, kde nejsou ceny zvýšené kvůli turistům. Ti nejraději nakupují pletené košíky, háčkované ubrusy, banánové likéry a kozí sýry. Avšak tím nejchutnějším, co je možno si koupit na ostrovech, nebo dokonce dovézt domů, jsou malé, ale velice sladké banány. Ty je možno zakoupit i přímo v centru města, čerstvě dovezené z místních plantáží.

## Pláž a rybářský přístav
Přestože Icod de los Vinos neleží přímo u moře, má toto město i „svou“ pláž, zvanou Playa de San Marcos. Pláž se nachází v malé a klidné zátoce. Je přes týden poměrně prázdná, avšak o víkendech ji vždy do posledního rohu obsadí španělské rodiny s dětmi a turisté, ubytovaní v místě.
Město má i malý přístav, odkud rybáři vyjíždějí denně lovit na moře. V okolí pláže se nachází v útesu jeskyně původních guančských obyvatelů, do které je však možný přístup pouze loďkou. V jeskyni byly kromě starověkých každodenních předmětů nalezeny i mumie Guančů. Hlavní historickou dominantou rybářské vesnice je malý kostelíček, postavený v době první kolonizace této oblasti. V nedávné době byly jeho interiér i vnějšek zrekonstruovány.
Jako v Icodu de los Vinos roste i v této rybářské vesničce počet turistů. Byl zde vybudován komplex plážových domečků, který je v cestovní sezóně navštěvován hlavně německými turisty.
Do Playa de San Marcos se lze dopravit ostrovními „zelenými autobusy“ TITSA. Zdatnější turisté mohou jít pěšky po okraji silnice, což není nebezpečné, protože na silnici nepanuje velký provoz. Cesta trvá asi 45 minut.

## Klima
Icod de los Vinos je na ostrově velmi významným, klimaticky odpočinkovým místem, s výrazně čistým ovzduším a proti horkému jihu ostrova představuje přímo „vzdušné lázně“ ostrova.